# Лаурель, Сальвадор Идальго
Сальвадор Идальго Лаурель (18 ноября 1928, Манила, Филиппины — 27 января 2004, Атертон, Калифорния, США) — филиппинский политик, вице-президент (1986—1992), премьер-министр Филиппин (1986).

## Биография
Сын третьего президента Филиппин Хосе Лауреля, годы правления которого пришлись на японскую оккупацию страны. В 1945 году президент Лаурель был эвакуирован в Токио, где в сентябре был арестован американскими военными и помещён в тюрьму.
В 1952 году окончил юридический факультет Университета Филиппин, в 1953 году получил диплом Йельского университета, в 1960 году — степень доктора права Йельского университета.
В 1960-х годах занялся адвокатской практикой. Возглавлял несколько крупных строительных компаний, входил в состав совета директоров банковской корпорации.
В 1967 году избран сенатором. Руководил комитетами по правовым вопросам, по экономике, по административной реформе, по общественному развитию. В 1968—1972 годах провозглашался «Сенатором Года».
Авторитарные действия президента Фердинанда Маркоса в 1972 году, когда он ввёл в стране чрезвычайное положение и в 1978 году, когда он решил объявить созданное им «Движение за новое общество» единственной политической партии, вызвали негодование Сальвадора Лауреля. В своих поездках по стране открыто призывал к демократизации страны, выступал против силовых действий власти. Однако в то же время в 1972—1980 годах входил в правящую партию Движение за новое общество, по списку которой в 1978 году был избран в парламент.
В 1980-х годах основал Объединенную националистическую демократическую организацию, ставшую главой оппозиционной силой страны. С 1982 года — один из руководителей Националистической партии, входившей в ОНДО на правах ассоциированного члена. Первоначально он намеревался выставить свою кандидатуру на президентских выборах 1985 года, но после длительных переговоров с Корасон Акино поддержал её кандидатуру, согласившись баллотироваться в качестве её кандидата на пост вице-президента.
После падения режима Маркоса в 1986—1992 годах — вице-президент Филиппин.
В 1986 году одновременно занимал пост премьер-министра и министра иностранных дел.
В 1992 году баллотировался на пост президента, набрал 3,4 % голосов. Выиграл выборы министр обороны Фидель Рамос, которого поддержала Корасон Акино.
В 1993—1999 годах — председатель национальной комиссии по празднованию 100-летия провозглашения независимости. Находясь на этой должности, он внёс значительный вклад в укрепление гражданских и патриотических чувств филиппинцев, а также в дело пропаганды положительного образа страны за рубежом.
Многие ожидали, что работа комиссии будет продолжена и после юбилея. Однако новый президент Филиппин Джозеф Эстрада её распустил, а самого Лауреля обвинил в финансовых злоупотреблениях, который очень болезненно переживал эти нападки.
С 1950 года был женат на Селии Диас (умерла в 2004), имел 8 детей.
Уйдя из политики, большую часть времени проводил в США, где проходил курс лечения от тяжёлой болезни.
Похоронен на Кладбище Героев в Тагиге.